# Batalha de Ocho Rios
A Batalha de Ocho Rios, também conhecida como Batalha de Las Chorreras, foi uma ação militar que ocorreu na ilha da Jamaica em 30 de outubro de 1657, onde uma força espanhola sob o comando de Cristóbal Arnaldo Isasi na esperança de retomar a ilha foi derrotada pela força de ocupação inglesa sob o governador Edward D'Oyley. 

## Batalha
Os ingleses haviam ocupado a Jamaica em 1655, mas foram reduzidos significativamente por doenças na sequência. Eles passaram por governadores em um ritmo rápido: o general Robert Sedgwick chegou e morreu em 1655, o general William Brayne o substituiu e morreu em 1656, e então o general Edward D'Oyley, que já estava na ilha, assumiu como governador sendo aclimatado às duras condições tropicais da ilha.
Dois anos após a invasão inglesa, Cristóbal Arnaldo Isasi, ex-governador espanhol, estava escondido nas colinas com os escravos fugitivos (mais tarde conhecidos como quilombolas). Ele solicitou que uma força fosse enviada de Cuba para retomar a ilha para a Espanha. Ele agora tinha reforços de Cuba e os mandou desembarcar em Las Chorreros (atual Ocho Rios). Até então, ele havia reunido um total de quase 300 soldados e cerca de 100 milícias ou guerrilheiros. D'Oyley, ciente de que navios espanhóis eram vistos ao largo da costa norte, decidiu partir e atacar. Ele navegou para o norte para encontrá-los e desembarcou sua força de cerca de 900 milícias perto de Ocho Rios, onde, perto de Dunn's River Falls, derrotou Isasi e sua força em uma curta batalha. Isasi fugiu de volta para as colinas, enquanto o resto dos espanhóis foram capturados e mais tarde foram repatriados de volta para Cuba sob condições.
Isasi tentou novamente em 1658 no Rio Nuevo, mas desta vez com reforços da Nova Espanha e a presença de um forte. Em uma repetição do que aconteceu em Ocho, Rios D'Oyley conseguiu o mesmo feito navegando para o norte e o derrotou novamente.